# Tisma (animal)
Tisma, es un género de las mantis, de la familia Mantidae, del orden Mantodea. Es originario de África.

## Especies
- Tisma acutipennis
- Tisma chopardi
- Tisma freyi
- Tisma grandidieri
- Tisma pauliani
- Tisma peyrierasi